# Phra Lak Phra Ram
Phra Lak Phra Ram (tiếng Lào: ພຣະ ລັກ ພຣະ ຣາມ, pʰrāʔ lāk pʰrāʔ ráːm; phiên âm tiếng Việt: Phạ Lắc Phạ Lam) là sử thi của Lào, và được chuyển thể từ sử thi Ramayana của Ấn Độ. Ramayana đến Lào muộn hơn nhiều so với Campuchia và Thái Lan (Xiêm), điều này đã làm mất đi ảnh hưởng của người Hindu ban đầu và ảnh hưởng đến sự thích nghi của địa phương. Tương tự như một số phiên bản tiếng Mã Lai của Hikayat Seri Rama, sử thi đã mất đi mối liên hệ với Ấn Độ giáo và thay vào đó được coi là Câu chuyện Jataka, một kiếp trước của Đức Phật. Nó cũng rất phổ biến ở một số vùng của Đông Bắc Thái Lan.